# Маунт-Плезант (тауншип, Миннесота)
Маунт-Плезант (англ. Mount Pleasant) — тауншип в округе Уабаша, Миннесота, США. На 2000 год его население составило 475 человек.

## География
По данным Бюро переписи населения США площадь тауншипа составляет 93,2 км², из которых 93,2 км² занимает суша, водоёмов нет.

## Демография
По данным переписи населения 2000 года здесь находились 475 человек, 153 домохозяйств и 128 семей.  Плотность населения —  5,1 чел./км².  На территории тауншипа расположено 158 построек со средней плотностью 1,7 построек на один квадратный километр. Расовый состав населения: 98,95% белых, 0,21% коренных американцев, 0,63% азиатов, 0,21% — других рас США. Испанцы или латиноамериканцы любой расы составляли 0,21% от популяции тауншипа.
Из 153 домохозяйств в 49,0 % воспитывались дети до 18 лет, в 72,5 % проживали супружеские пары, в 3,9 % проживали незамужние женщины и в 15,7 % домохозяйств проживали несемейные люди. 13,7 % домохозяйств состояли из одного человека, при том 4,6 % из — одиноких пожилых людей старше 65 лет. Средний размер домохозяйства — 3,10, а семьи — 3,40 человека.
34,1 % населения — младше 18 лет, 9,1 % — в возрасте от 18 до 24 лет, 28,2 % — от 25 до 44, 21,7 % — от 45 до 64, и 6,9 % — старше 65 лет. Средний возраст — 32 года. На каждые 100 женщин приходилось 119,9 мужчин.  На каждые 100 женщин старше 18 приходилось 114,4 мужчин.
Средний годовой доход домохозяйства составлял 40 625 долларов, а средний годовой доход семьи —  46 071 доллар. Средний доход мужчин —  32 500  долларов, в то время как у женщин — 20 750. Доход на душу населения составил 16 591 доллар. За чертой бедности находились 6,3 % семей и 9,5 % всего населения тауншипа, из которых 14,0 % младше 18 и 6,5 % старше 65 лет.